# 柿沢未途
柿沢 未途（かきざわ みと、本名は柿澤 未途、1971年（昭和46年）1月21日 - ）は、日本の政治家。
衆議院議員（5期）、法務副大臣（第2次岸田第2次改造内閣）、東京都議会議員（2期）、維新の党政務調査会長および幹事長を歴任した。

## 来歴

### 生い立ち
1971年1月21日、大蔵官僚の父・柿澤弘治の赴任先のベルギーで誕生。生後3ヶ月で日本に帰国し東京都江東区に転居。江東区立数矢小学校、麻布中学校・高等学校、早稲田大学中退を経て、東京大学法学部卒業。ゼミは松下満雄の通商法。東大卒業後の1995年4月、NHK入局。長野放送局で勤務し、1998年長野オリンピックの報道にも携わった。

### 東京都議会議員
1999年、父・弘治の東京都知事選挙への立候補を契機にNHKを退職。2000年の第42回衆議院議員総選挙で父が当選して国政に復帰したため、父の秘書を務める。
2001年6月、「東京12区構想」を掲げる無所属政策集団「1/2の会」を旗揚げ。同年の東京都議会議員選挙に江東区選挙区から出馬し、初当選する。その後、民主党に入党した。
2005年の東京都議会議員選挙に民主党公認で出馬して再選された。同年8月、都議会民主党政調会長に就任（-2006年2月）。
2008年2月9日、首都高速道路で酒気帯び運転による自損事故を起こし、2月12日に都議会議員を辞職、民主党を離党した。

### みんなの党から国政へ

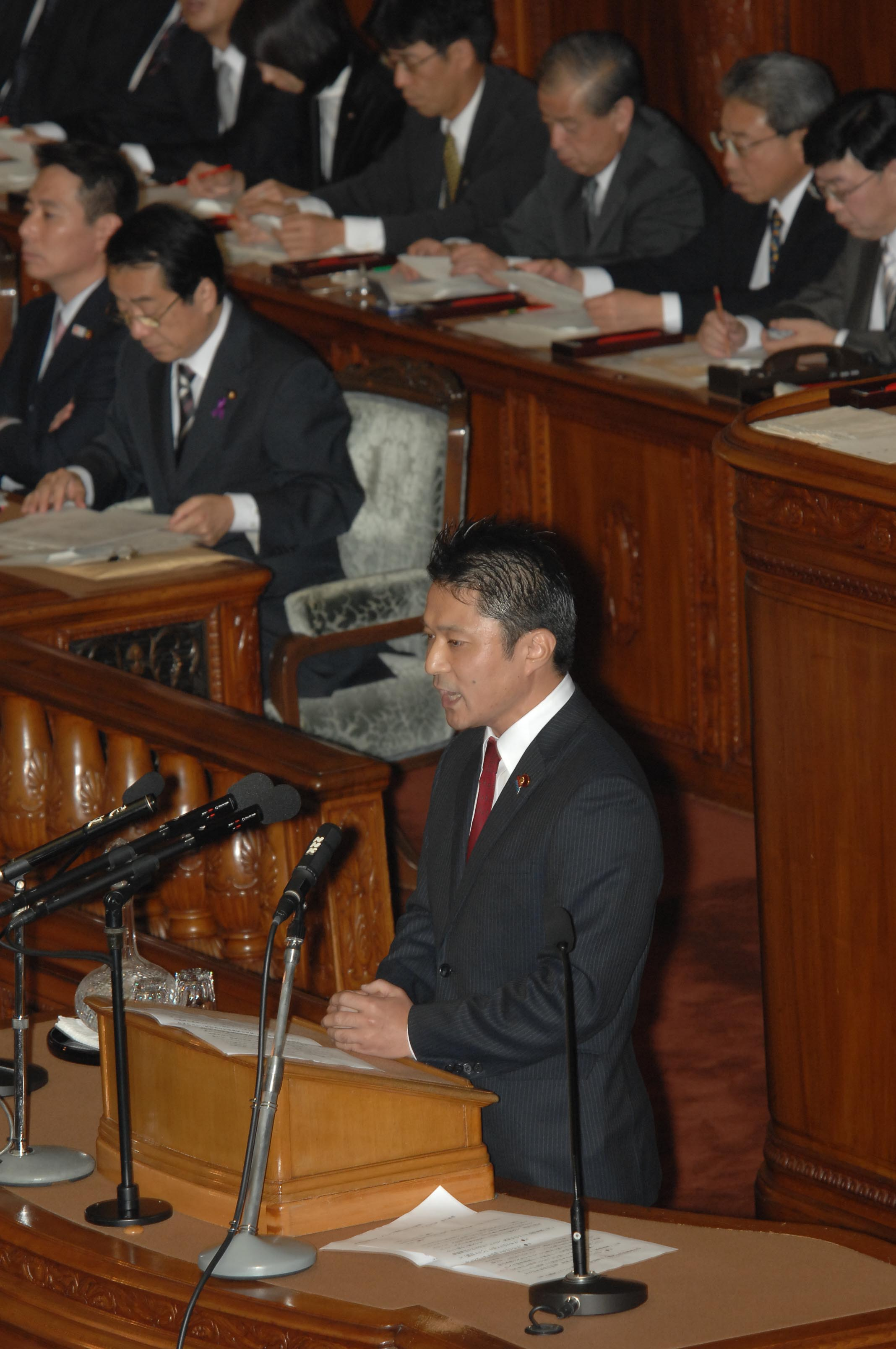
2010年、衆議院本会議にて

2009年8月、みんなの党に入党。同月の第45回衆議院議員総選挙にみんなの党公認で東京15区から立候補し、小選挙区では、民主党の東祥三、自由民主党の木村勉の後塵を拝したが、重複立候補していた比例東京ブロックで復活し、初当選。
2012年12月の第46回衆議院議員総選挙では、東京15区で民主党から日本未来の党へ鞍替えした東祥三や自民党の秋元司らを下し、初めて小選挙区で当選した。同月、練馬区選出の民主党都議の野上幸絵と結婚。
2013年6月の都議選で妻の幸絵は江東区選挙区に国替えし、所属政党もみんなの党に移った。得票数3位で当選。
柿沢は江田憲司幹事長の側近として活動し、政調会長代理を務めたが、江田が渡辺喜美代表との対立により同年8月7日付で幹事長を解任されると、柿沢も政調会長代理を解任された。同年8月23日、みんなの党へ離党届を提出し、受理された。

### 維新の党
2013年12月、結いの党が結党されると政策調査会長に就任。日本維新の会との合流へ向けて政策協議を進める。2014年9月、日本維新の会と結いの党が合流して維新の党が結党されたことに伴い、引き続き政務調査会長に就任。
2014年12月の第47回衆議院議員総選挙では、東京15区で自民党の秋元を僅差で破り、3選。
2015年5月17日、大阪市特別区設置住民投票で大阪都構想が否決されると、維新の党の橋下徹最高顧問は大阪市長任期終了後に政治家から引退することを表明、江田憲司は党代表の辞職を表明した。19日の両院議員総会で幹事長の松野頼久が代表に選ばれ、21日の執行委員会において幹事長の後任に政調会長であった柿沢を、政調会長の後任に政調会長代理であった今井雅人を充てる人事が決定された。
8月14日、山形市長選挙において、民主党・共産党などが推薦する立候補者を独断で応援に訪れたことを問題視した松井一郎大阪府知事が幹事長の辞任を要求するが、これを拒否したため橋下・松井が維新の党を離党し新党結成を表明するなど、党が分裂する事態に発展した。このため、党内から辞任論が相次ぎ、9月8日に幹事長を解任された。

### 民進党
2016年3月27日、民主党に維新の党などが合流し、民進党が設立される。同年9月、蓮舫代表の下、民進党役員室長に就任。同年10月、民進党東京都連会長選挙に立候補するも、現職の松原仁に敗れる。
2017年6月5日、任期満了に伴う東京都議会議員選挙で民進党から公認を受けていた妻の幸絵が都民ファーストの会との連携を模索するとして離党届を提出した。6月7日、柿沢はその責任を取るため役員室長を辞任した。同年7月2日に行われた都議選・江東区選挙区（定数4）で、都民ファーストの会は会社経営者の白戸太朗に公認を、無所属の柿沢幸絵には推薦を出した。白戸がトップ当選を果たし、幸絵は次点で落選した。

### 希望の党
2017年9月の民進党代表選挙後、離党を検討していることが報じられ、9月28日に離党届を提出し、希望の党に参加する意向を示した。
同年10月22日投開票の第48回衆議院議員総選挙で、希望の党は比例東京ブロックで3議席を獲得。柿沢は秋元に小選挙区で敗れるも、2番目の惜敗率（69.522％）により比例で当選を果たした。

### 無所属
2018年5月、希望の党と民進党による新党、国民民主党の結党には参加せず無所属となった。
2019年5月7日、無所属のまま衆議院会派『社会保障を立て直す国民会議』に入会した。同年10月24日、超党派の政策グループ「直諫の会」を重徳和彦らとともに設立した。
同年12月25日、IRの贈収賄事件をめぐり、秋元司が収賄の容疑で東京地検特捜部に逮捕された。秋元は逮捕の直前、自民党に離党届を提出。柿沢の自民党入りの芽が見え始めた。
2020年9月3日、立憲民主党と国民民主党の合流新党への入党受け付けが締め切られ、9月7日には玉木雄一郎を中心とする新「国民民主党」に加わる国会議員の募集が締め切られた。柿沢はいずれの党にも参加せず、無所属での活動を継続することとなった。

### 自由民主党
2021年9月7日、東京地裁は秋元司に対し懲役4年、追徴金758万円の判決を言い渡した。
同年10月4日、柿沢は首相指名選挙において、自由民主党総裁の岸田文雄に投票し、同日、会派「立憲民主党・無所属」を離脱した。そして第49回衆議院議員総選挙に当選した暁には自由民主党に入党したいとの意向を示した。
長年柿沢と選挙で対峙してきた自民党東京都連はこの動きに反発し、今村洋史元衆議院議員を東京15区に擁立する方針を決めた。しかし党本部は同年10月15日発表の二次公認で今村を公認候補とせず、柿沢と今村の両者に推薦を出すことを決めた。以前より柿沢と対立していた江東区長の山﨑孝明と、長男で都議の山﨑一輝の親子は、今村を支援した。同年10月31日投開票。今村や立憲民主党元職の井戸正枝らを破り5選。同日付けで自由民主党からの追加公認を受けた。
自由民主党入りにあたって、麻布中学校・高等学校の先輩にあたる谷垣禎一が仲介役となった縁から、当選直後に谷垣グループに入会した。

### 公職選挙法違反疑惑により逮捕・辞職
2023年4月に行われた江東区長選挙で、元衆議院議員の木村弥生の陣営に対し「YouTubeの有料広告は効果があるからやった方がいい」と勧め、撮影場所として議員会館の地下会議室を手配した。また、木村が出馬表明した同年1月から4月にかけて、木村のスタッフ13人に対し総額91万500円の報酬を支払った。木村は選挙期間中に柿沢のアイデアを実行し、自民推薦の山﨑一輝らを破り初当選した。
同年7月、自民党の新たな区割りとなる次期衆議院議員総選挙の東京15区の支部長に就任した。
同年9月13日、第2次岸田第2次改造内閣が発足。9月15日付で法務副大臣に就任した。10月26日の木村の辞職表明を経て、10月31日、法務副大臣を辞任した。
同年11月4日、柿沢が、区長選と同日に行われた江東区議会議員選挙に立候補した保守系区議に「木村さんをよろしく」と依頼した後に現金を提供していたと読売新聞が報じた。また、知名度の低い木村を当選させるため、柿沢が綿密な現金配布計画を立て、秘書に配らせていたことがその後の報道により明らかとされた。木村の当選から数日後、柿沢自身も秘書とともに区議に現金を渡したとされる。
臨時国会閉会後の同年12月14日、東京地検特捜部は衆議院第二議員会館の柿沢の事務所などを捜索した。同日、柿沢は自民党に対し離党届を提出し、受理された。
同年12月28日、東京地検特捜部は、公職選挙法違反（買収）などの疑いで柿沢と政策秘書、公設第一秘書および私設秘書2名の計5名を逮捕した。
2024年1月17日、東京地検特捜部から公職選挙法違反（買収）で東京地方裁判所に起訴された。また同日、木村前区長も在宅起訴され、柿沢の政策担当秘書と私設秘書1名の2名を略式起訴し、東京簡易裁判所は2人に罰金50万円の略式命令を出した。被買収対象となった3名の江東区議と前江東区議1名も在宅起訴となった。翌18日、東京地方裁判所は弁護人によって出されていた柿沢の保釈申請を認める決定を出した。保釈保証金600万円は即日納付され、東京拘置所から保釈された。
同年2月1日、衆議院に議員辞職願を提出した。同日午後の衆議院本会議で辞職が許可された。これにより衆議院解散がない限り、同年4月に柿沢の辞職に伴う欠員補充の補欠選挙が実施される。
同年2月14日、東京地裁で初公判が行われ、柿沢は起訴事実を認めた。公判は審理を迅速に進める「百日裁判」で行われ、3月14日に行われた判決公判で懲役2年・執行猶予5年の有罪判決が言い渡され、同月21日に確定した。

## 家族・親族
- 父は、外務大臣、衆議院議員、山梨県知事特別顧問、自由党党首（柿澤自由党）を歴任した柿澤弘治。妻は元東京都議会議員の柿沢幸絵（旧姓：野上、戸籍名：柿澤幸絵）[63][64]。母方の祖父は元日本銀行副総裁の河野通一、母方の祖母の誠子は日本人で初めてノーベル賞を受賞した物理学者・湯川秀樹の従妹にあたる。高祖父は元長崎師範学校校長の小川駒橘。元首相の森喜朗は遠い親戚にあたる。

## 系譜
柿澤家
```
　　　　　　　　　　　　　　河野通一
　　　　　　　　　　　　　　　 ┃
　　　　　　　　　　　　　　　 ┣━━━映子
　　　　　　　　　　　　　　　 ┃　　　　┃━━━柿沢未途
　　　　　　　　阪田八十郎　┏誠子　　柿澤弘治　　　┃
　　　　　　　　　　┃　　  ┃　　　　　　　　　　　幸絵
　　　　　　　　　　┣━━━╋阪田泰二
　　　　　　　　　　┃　　  ┃
　　　　　　　　　┏よね　　┗阪田英一
      小川駒橘━━┫　　　　
　　　　　　　　　┗小雪
　　　　　　　　　　┃
　　　　　　　　　　┣━━━━湯川秀樹
　　　　　　　　　　┃
　　　　　　　　小川琢治

```

## 政策・主張

### 憲法
- 憲法改正について、2017年、2021年のアンケートで「賛成」と回答[65][66]。
- 改正すべき項目として「首相公選制を導入する」「地方公共団体の権限強化を明記する」「首相の解散権に制約を加える」と主張[67]。
- 憲法9条への自衛隊の明記について、2021年のアンケートでは回答しなかった[68]。
- 憲法を改正し緊急事態条項を設けることについて、2021年の毎日新聞社のアンケートで回答しなかった[69]。

### 外交・安全保障
- 「他国からの攻撃が予想される場合には敵基地攻撃もためらうべきではない」との問題提起に対し、2021年のアンケートで「どちらかといえば賛成」と回答[66]。
- 「北朝鮮に対しては対話よりも圧力を優先すべきだ」との問題提起に対し、2021年のアンケートで「どちらかと言えば賛成」と回答[66]。
- 普天間基地の辺野古移設について、2021年のアンケートで「どちらかといえば賛成」と回答[66]。
- 徴用工訴訟などの歴史問題をめぐる日韓の関係悪化についてどう考えるかとの問いに対し、2021年の毎日新聞社のアンケートで「より強い態度で臨む」と回答[69]。
- 安全保障関連法の成立について、2017年のアンケートで「どちらかといえば評価しない」と回答[65]。

### ジェンダー
- 選択的夫婦別姓制度の導入について、2014年のアンケートでは「どちらともいえない」と回答[70]。2017年、2021年のアンケートでは「どちらかといえば賛成」と回答[65][66]。
- 同性婚を可能とする法改正について、2021年のNHKのアンケートで「どちらかといえば賛成」と回答[68]。「同性婚を制度として認めるべきだと考るか」との2021年の毎日新聞社のアンケートに対し「認めるべき」と回答[69]。
- 「LGBTなど性的少数者をめぐる理解増進法案を早期に成立させるべきか」との問題提起に対し、「どちらかといえば賛成」と回答[66]。
- クオータ制の導入について、2021年のアンケートで「賛成」と回答[68]。

### その他
- 「原子力発電への依存度について今後どうするべきか」との問題提起に対し、2021年のアンケートで「ゼロにすべき」と回答[68]。
- アベノミクスについて、2017年のアンケートで「どちらかといえば評価しない」と回答[65]。
- 安倍内閣による森友学園問題・加計学園問題への対応について、2017年のアンケートで「評価しない」と回答[65]。
- 森友学園への国有地売却をめぐる公文書改竄問題で、2021年5月6日、国は「赤木ファイル」の存在を初めて認めた[71]。しかし5月13日、菅義偉首相はファイルの存在を踏まえた再調査を行わない考えを報道各社に書面で示した[72]。9月の自民党総裁選挙で総裁に選出された岸田文雄も10月11日、衆議院本会議の代表質問で再調査の実施を否定した[73]。国の対応をどう考えるかとの同年の毎日新聞社のアンケートに対し「これ以上、調査や説明は必要ない」と回答[69]。
- 外国人に対する地方参政権の付与に反対。
- 2019年10月の消費税10%への引き上げを凍結すべき。

## 人物

### 呉智英との関係
柿沢は呉智英との関係を以下のようにXに投稿している。
- 呉智英が主宰する論語の私塾「以費塾」にも通っていた[74]。
- 封建主義の復権を唱える呉の弟子であり[74]、後に国会議員になった際には呉から「史上初の封建主義者の国会議員」と喜ばれた[75]。また、自身でも国会史上初の封建主義者と自任している[74]。
- 酒気帯び運転による自損事故を起こした際は呉から「こんな事で人生を捨ててはならぬ」という励ましの直筆の手紙をもらい、柿沢は「呉先生の弟子として認めて頂いているのだ」と感激したという[76]。
- 呉の論語の以費塾は浅羽通明が塾頭になったが、柿沢は浅羽が執筆した『ニセ学生マニュアル』を読んでから浅羽の愛読者である[77]。

### その他
- 2008年2月12日に飲酒運転による自損事故の責任を取り都議を辞職した柿沢は、その3か月後に京都市西京区の禅寺で修行をした。当時の後援会長の紹介によるもので、トイレ掃除から始まり、座禅を組むなどしていたが、半年くらいして「お世話になりました」と去っていったという[78]。帰京後は食道癌に罹患した父・柿澤弘治（2009年1月27日に死去）の看病に携わった[要出典]。
- 2010年10月、国家主権と国益を守るために行動する議員連盟に参加[要出典]。10月9日に沖縄県を訪問し、尖閣諸島をヘリコプターで上空から視察した[要出典]。
- 競馬ファンであり、大学時代、東京大学ホースメンクラブに所属し、フジテレビのクイズ番組『カルトQ』の「競馬」の回で優勝した経験を持つ[79]。また、「東大生が競馬場に通う24の理由」という本で競馬のエッセイを出している。

## 不祥事

### 酒気帯び運転による自損事故
2008年2月9日、知人と焼肉店で飲食後、首都高速道路で酒気帯び運転による自損事故を起こした。このとき飲酒の発覚を免れるために雪を食べたとされる。2月12日に都議会議員を辞職、民主党を離党した。

### 2023年江東区長選挙との関わり
2022年11月24日、江東区長の山﨑孝明が翌年の区長選挙に向けて5選出馬を表明。翌25日には自民党の推薦を受けて出馬することが報じられた。山﨑と敵対関係にあった柿沢は、京都から実家のある江東区に戻ったばかりの元衆議院議員の木村弥生の担ぎ出しに動いた。
2023年1月12日、木村は都庁で記者会見し、江東区長選挙に無所属で立候補する意向を表明した。出馬会見には4人の江東区議会議員が同席し、柿澤弘治の元秘書で、柿沢未途の後援会事務総長を務める板津道也が区議を代表してスピーチした。
同年2月、柿沢と柿沢の秘書5人は、区長選挙および同日に行われる区議会議員選挙に向けた会議を地元事務所で開催。木村の知名度の低さを挽回するため、柿沢は自民党区議に現金を配るよう指示した。10人以上の区議に各20万円程度を提供することが会議で決まった。
同月、秘書の一人は区議の一人に「本人がごあいさつに行きたいのですが」と電話した。「金の話なんだろ」と話すと秘書は否定せず、区議が「お金だったら要らない。票をくれるという話なら会ってもいい」と返答すると、それきり柿沢側から連絡はなかった。この頃、木村陣営に柿沢のスタッフや後援会の人間が入り込み、金をばらまいているという噂が区議同士の間で広まった。柿沢側から現金20万円の提供を受けた男性区議は「陣中見舞い」の趣旨だとし、選挙後に作成した選挙運動費用収支報告書には柿沢が代表を務める政治団体からの寄付として20万円を記載している。
同年3月中旬、柿沢は保守系区議と面会し、「区長選では木村さんをよろしくお願いします」と持ちかけた。4月上旬、同区議は自身の事務所開きを行った際、柿沢側から「陣中見舞い」として現金の提供を受けた。柿沢の事務所は10数人にわたる現金の配布先リストを作成し、そのうち5人の自民党区議に現金20万円を渡したとされる。
同年4月9日、柿沢の秘書から2月下旬頃に20万円を受け取った自民系区議は、木村と商店街を訪れた際に「木村勉の娘です。今度、区長選に出ます」と紹介した。同区議は東京新聞の取材に対し「投票依頼と受け止められても仕方がないかもしれない」と説明している。
同年4月12日、山﨑孝明が膀胱癌による急性腎不全のため死去。同日、長男の山﨑一輝が正式に出馬表明をすると、孝明と仲が良かった党都連会長の萩生田光一は、柿沢に一輝を支援するよう協力を要請した。萩生田は「支援ができないのなら、15区に参議院議員を鞍替えさせてもいいんだぞ」と、丸川珠代を示唆して恫喝するが、柿沢は拒んだ。
同年4月16日、江東区長選挙告示。柿沢は引き続き水面下で木村を支援する。前述の板津道也は自身の街宣車を木村陣営に提供した。柿沢は陣営の選対本部に人を送り込み、選挙運動最終日の4月22日夜に行われた木村の囲み取材を、自身の政策秘書に仕切らせた。政策秘書は現場で「柿沢は応援していない。これが公式見解」と記者にくぎをした。山﨑を応援した自民党関係者は選挙後、「木村氏には選挙運動のノウハウも自前の部隊もなかった。柿沢氏が木村氏に指示する従属関係のようだった」と振り返り、柿沢の知人男性も「木村氏は柿沢さんが山﨑を倒すために連れてきたようなもの。事実上、木村氏は柿沢さんの操り人形だった」と記者に明かした。
同年4月23日、江東区長選挙執行。翌24日に開票され、木村が自民推薦の山﨑一輝ら3候補を破り初当選した。区長選と同日に行われた区議選で板津道也は57票の僅差で落選した。柿沢は24日夜、X（旧ツイッター）に「選挙は悲喜こもごも。これ以上は何も言いたくありません」と投稿した。板津はほどなくして木村の後援会の事務総長も兼任した。
同年5月1日、木村が初登庁。木村の車に真っ先に向かったのは柿沢だった。
同年7月11日、木村が選挙期間中、YouTubeの有料広告に自ら登場して「木村やよいに投票してください」などと投票を呼び掛けたことが東京新聞の報道により明らかとなった。9月26日、江東区の男性2人が容疑者不詳のまま公選法違反の疑いで警視庁深川署に告発状を提出し、受理された。 
同年10月26日、公職選挙法違反の疑いにより東京地検特捜部の強制捜査を2日前に受けた木村は記者会見し、辞職の意向を表明。会見後、区長辞職願を議長に提出した。10月29日、柿沢はX（旧Twitter）を連続投稿。「天皇賞（秋）、イクイノックスが、1分55秒2という驚異的な世界レコードで勝利しました」「今日は日本と世界の競馬史上に残る日です」と綴った。
同年10月31日早朝、朝日新聞が柿沢への取材内容を配信。柿沢は同紙の取材に対し、「自分が木村の陣営関係者に『YouTube広告は効果があるからやった方がいい』と勧めた」と答えた。有料広告を勧めた理由について、別の選挙で利用した人から「すごい効果がある」と聞き、木村陣営に「取り次いだ」と表現した。同日午前、松野博一官房長官は報道を受け、小泉龍司法務大臣に対応を指示。柿沢は副大臣の辞表を提出。同日、政府は持ち回りの閣議を行い、辞任を認めることを決め、柿沢は法務副大臣を辞任した。同日17時過ぎ、柿沢はXを更新し「法務副大臣を辞任いたしました。本当に申し訳ありません」と謝罪を投稿した。 参議院予算委員会に出席することなく辞任した中での謝罪行為に対し、Xの利用者から「『逃げた』というそしりは免れない」「SNSではなく会見をすべき」などの批判が相次いだ。同日、立憲民主党の安住淳国対委員長、日本共産党の穀田恵二国対委員長はそれぞれ、柿沢は議員辞職に値するとの認識を示した。木村は東京地検の任意の事情聴取に対し、有料広告の掲載は柿沢から勧められて自身が決めたと説明した。柿沢は刑事告発があった後、自らの関与を隠すため、木村の陣営スタッフに対して捜査機関に嘘の説明をするよう要求したとされる。
同年11月1日、有料広告の動画の撮影は柿沢の事務所が予約した議員会館の地下会議室で行われたことが報道により明らかとなった。11月14日、木村の陣営が、広告として掲載される前に動画を柿沢らに確認できるように電子メールで共有していた疑いがあることが報道により明らかとなった。同月16日、特捜部は公選法違反容疑で柿沢の地元事務所、複数の秘書の自宅、複数の区議の自宅、木村陣営の元幹部の自宅を家宅捜索した。柿沢の公設第一秘書の任意聴取も行った。同月24日、柿沢が木村のスタッフ13人に対し、1月から4月にかけて総額91万500円の報酬を支払っていたことが報道により明らかとなった。東京地検特捜部は、柿沢が運動員も買収した疑いがあるとして捜査を進めている。
その後、同年12月28日、東京地検特捜部は柿沢に出頭を要請し、同日午前に公職選挙法違反（買収）などの容疑で柿沢、政策秘書、公設第一秘書および私設秘書2名を逮捕した。買収事件で現職国会議員が逮捕されたのは2020年6月に逮捕された河井克行以来（河井夫妻選挙違反事件、懲役3年、追徴金130万円の実刑判決）となる。
2024年1月6日、東京地検特捜部に対し逮捕前から一貫して容疑を否認していた柿沢が「買収容疑を認める」意向に転じ、違法なインターネット有料広告の掲載など、一連の逮捕容疑を認める供述を始めたことがわかった。
同年1月17日、特捜部は柿沢を公職選挙法違反（買収など）罪で起訴した。秘書については、政策秘書と私設秘書1人を略式起訴し、残り2人は不起訴とした。また木村を買収などの罪などで在宅起訴した。現金を受け取った区議や元区議計6人のうち、区議の西垣誠、米沢和裕、星野博、元区議の板津道也の計4人を被買収罪でそれぞれ在宅起訴した。木村の選挙運動スタッフ1人も同罪で略式起訴した。東京簡易裁判所は柿沢の秘書2人に罰金50万円の略式命令を出した。同月18日に東京地裁が柿沢の保釈を認める決定を出した。柿沢は保釈保証金600万円を即日納付し、同日夕に東京拘置所から保釈された。
略式起訴された柿沢の私設秘書は略式命令を不服として正式裁判を請求した。捜査段階の取り調べで買収を認めていたが、略式命令を受けた後、「買収の意図はなかった」と無罪を主張する意向に転じたという。5月28日、東京地裁は元私設秘書に罰金50万円の判決を言い渡した。
同年2月14日に東京地裁で初公判が開かれ、柿沢は「全てを争わないことにした」と起訴内容を認め、「私の行動に端を発し、多くの人が巻き込まれた」と謝罪した。検察側は柿沢が選挙運動の計画立案などをしており、連座制が適用される「組織的選挙運動管理者」に当たると判断。迅速に進める「百日裁判」で審理され、3月14日に懲役2年、執行猶予5年の判決が言い渡された。同月21日にこの判決が確定した。

### 政治資金
- 2015年、柿沢の政党支部が、総務省の補助金交付が決まっていた企業から寄付を受けていたことが発覚した[125]。政治資金規正法では、補助金交付決定から1年以内の企業からの寄付を禁じている[125]。
- 磁気治療器の販売預託商法で約2000億円の消費者被害を発生させたジャパンライフ（2017年破綻）から、2010年から2013年にかけて計1940万円の献金を受けていた[126]。ジャパンライフの山口隆祥元会長は、柿沢の父の柿澤弘治の頃から同家を応援していたとされる[127]。債権者の弁護団は2019年6月、同社から受けた寄付の返金を政治家側に求める声明を出し、柿沢は当初返還を検討する意向を示していたが、その後公職選挙法が禁じる寄付行為に当たる可能性があるなどとして返還をストップした[128]。

## 所属団体・議員連盟
- 日本会議国会議員懇談会[129]
- みんなで靖国神社に参拝する国会議員の会[129]
- 国家主権と国益を守るために行動する議員連盟
- 原発ゼロの会
- 日本国際フォーラム（政策委員[130]）
- 2020年東京オリンピック・パラリンピック大会推進議員連盟（事務局次長）
- 国際観光産業振興議員連盟（副会長）
- 日本クルド友好議員連盟（副会長）[131]
- 対中政策に関する国会議員連盟
- 東京都ユース・ホステル協会（会長）[132]